# Kārlis Irbītis
Kārlis Irbītis (14. oktober 1904 i Lāde pagasts i Guvernement Livland – 13. oktober 1997 i Saint-Laurent i Québec) var en lettisk flykonstruktør.
Irbītis dimitterede fra Riga Statsteknikum i 1925 og konstruerede samme år sin første flyvemaskine. Han arbejdede i årene 1926 til 1930 for Kristine Bachmans flyfabrik. I 1930 blev han ansat til at udvikle flyvemaskiner hos Valsts Elektrotehniskā Fabrika (VEF) i Riga. Hans mest succesfulde udviklinger var sportsflyet VEF I-12 fra 1935 og jagerflyet VEF I-16 fra 1939, der efterfølgende blev afprøvet af både det sovjetiske luftvåben og det tyske Luftwaffe. Fra 1942 til 1948 arbejdede Irbītis for det tyske firma Messerschmitt.
Efter afslutningen af anden verdenskrig arbejdede han fra 1950 til 1971 for den canadiske virksomhed Canadair, hvor han medvirkede til udviklingen af VTOL-flyvemaskinen Canadair CL-84.
I 1986 udgav Irbītis bogen Of Struggle and Flight. I 1992 modtog han en æresdoktortitel af Letlands Videnskabsakademi. Kārlis Irbītis døde dagen før sin 94-års fødselsdag i Saint-Laurent i Québec.